# いかちゃん (お笑い芸人)
いかちゃん（1996年1月3日 - ）は、日本のお笑いタレント。所属事務所はプロダクション人力舎。

## 来歴・人物
山口県周南市出身。身長160cm、69.55kg、血液型B型。本名は伊ヶ﨑 恵（崎の字は「立つさき」の「﨑」）。芸名はこの本名に由来する（子供の頃からあだ名が「いかちゃん」だった）。弟が2人いる。実家は鮮魚店兼居酒屋である。
中学生の頃に文化祭で友人数人と一緒にコントのようなことを演じ、みんながすごく笑ってくれたことで芸人になろうと思い始める。中村女子高等学校卒業後、スクールJCAに23期生として入学した。両親の反対する中JCAに受かったから行くといった強引な形をとって、最後は両親を納得させての入学であり、人力舎を目指そうと思ったのは、人力舎所属の山崎弘也が好きで、所属できたら山崎に会えるかも知れないと思ったことからとのこと。なお最初反対していた両親はその後、店の客にテレビに出ている娘を見せるなどとても応援してくれているという。
JCAに入学した年、前田明広との男女コンビ「イベリコ」を結成した。前田が土木作業員もやっていたことから、土木作業の道具でのモノボケにいかちゃんが乗っかるという掛け合いの「土木漫才」などを演じていた。イベリコは約2年6カ月の活動の後、2016年9月に、前田の引退により解散した（前田の彼女が妊娠したため結婚することによる引退だった）。イベリコ時代、ネタを書いていたのは全て前田であり、いかちゃんはスクールJCA時代からほとんどネタを作ったことが無かったことから、コンビを解散してピン芸人になったばかりの頃は「無」の心境だったという。
ピュアなキャラクターから、事務所の先輩で番組でも共演しているドランクドラゴンからは「ポテンシャルの塊」と言われ、「女性版みやぞん（ANZEN漫才）」という呼び声もある。日本テレビ『メレンゲの気持ち』の2017年9月2日放送回に出演した際に、いかちゃんをイチオシの芸人として紹介した今田耕司には「今までの芸人さんと違う。面白いかと聞かれたら（面白いと言える）自信はないけど、ただただ癒やされる」と評されている。本人も「疑うことは好きじゃない」と話しているが、疑わ無さ過ぎたことで、友人に成り済ましたメールにだまされて金を払い込んでしまったこともあった。
趣味はサックス、ドラム、K-POP（東方神起のファンでそのDVD、PVを鑑賞すること）、少女漫画、カップソング。特技は吹奏楽（特に打楽器系）、打楽器をうまくたたくコツを言うこと、子供の世話、野菜の千切り、何でも美味しく食べることが出来る、ヨッシーが卵を産む時の音の真似。肉より魚が好きで、魚で特に好きなのはブリ。ぶり大根が一番の好物。高校生の時に実家の家業を助けるのを目的として調理師免許を取得している。
いずれもバレーボール選手である藤中謙也、藤中優斗、藤中颯志の三兄弟はいとこである。
M-1グランプリでは、同じ事務所所属の芸人と即席コンビを組んで毎年出場している。2017年・2018年には肉体戦士ギガとのコンビ「いかちゃんとギガ」（2017年には3回戦進出）、2019年・2020年はコネオ・インターナショナルとのコンビ「いかちゃんとコネオ」で出場。2021年は太田プロダクション所属の青色1号榎本淳とのコンビ「あおりいか」で出場。
2024年4月より、出身地の周南市と山口県漁業協同組合周南統括支店長より「しゅうなんおさかな大使」に任命され就任した。任期は2024年4月1日より2025年3月31日の予定である。

## 芸風
ネタは、フリップネタが多い。フリップネタの時のフリップはイカの形をしているのが特徴である。フリップを箱に入れる時は「ひらひらひら～、ポチャーン」という台詞を発している。ネタの途中で客にクイズなどを振ったりしてやりとりすることがあり、指名した客を「いいところを言います」などと言って、カップスタッキングのようにカップでリズム音を取って褒めるなど評価しながら歌う「カップソング」のネタをすることがあり、この２パターンを中心にやっている。この相手を褒めるカップソングの芸はアメリカ映画の『ピッチ・パーフェクト』を観て、この映画の中で同じようにカップでリズムをとって歌うシーンがあることから思い付いたという。
衣装は主に蝶ネクタイに黄色を基調としたシャツ、サスペンダー・パンツで出演している。芸名に因んでイカをあしらったワンポイントをどこかに身に着けていることが多い。

## 出演

### テレビ

#### バラエティ
- ドランクドラゴンのバカ売れ研究所!（2017年5月 – 、TwellV）- 研究員としてレギュラー出演[20]
- 矢作と山崎と（第2・3・8・9・10各回配信分出演、フジテレビオンデマンド）
- ウチのガヤがすみません!（日本テレビ） - 2017年10月3日、2017年10月10日、2017年10月17日、2017年11月28日、2017年12月13日、2018年1月9日、2018年2月6日、2018年3月13日、2018年3月20日、2018年4月10日、2018年5月22日、2018年6月20日、2018年7月3日、2018年7月17日、2018年7月24日、2018年7月31日、2018年8月7日、2018年11月7日[21]
- スクール革命!（日本テレビ） - 準生徒として不定期レギュラー出演[22]
- 白黒アンジャッシュ（2017年9月19日 - 、チバテレビ） - レギュラーナレーション 2018年4月24日・2018年5月1日は顔出し出演
- 中居正広の金曜日のスマイルたちへ（2020年12月25日、TBSテレビ）
- 家事ヤロウ!!!（2021年5月18日、テレビ朝日）
- 所さんの目がテン!（2022年2月13日 - 、日本テレビ）準レギュラー
- 上田と女が吠える夜（2023年1月18日、日本テレビ）

#### 特別番組
- オールスター後夜祭（TBS、2018年4月1日、10月7日、TBS）

#### ドラマ
- 大河ドラマ いだてん〜東京オリムピック噺〜 第21回 - 第23回（NHK、2019年6月2日 - 16日）[23] - 東京府立第二高等女学校の生徒役

### ラジオ
- こねくと（TBSラジオ）- 「ハロー!アワー」コーナーなど、リポーターで不定期出演[24]。

## ライブ・舞台
- バカ爆走!（事務所ライブ・毎月1日 - 6日 ミニホール新宿Fu-）
- どっきん（事務所ライブ、新宿バティオス）
- トコトコ! いかトーク!（2018年5月29日[25]・6月26日[26]・12月10日[27]）
- JIROFES vol.2（2019年6月15日）宮越慶二郎（キックボクシング選手）主催のイベントに出演！！